# Farmacologia cinese

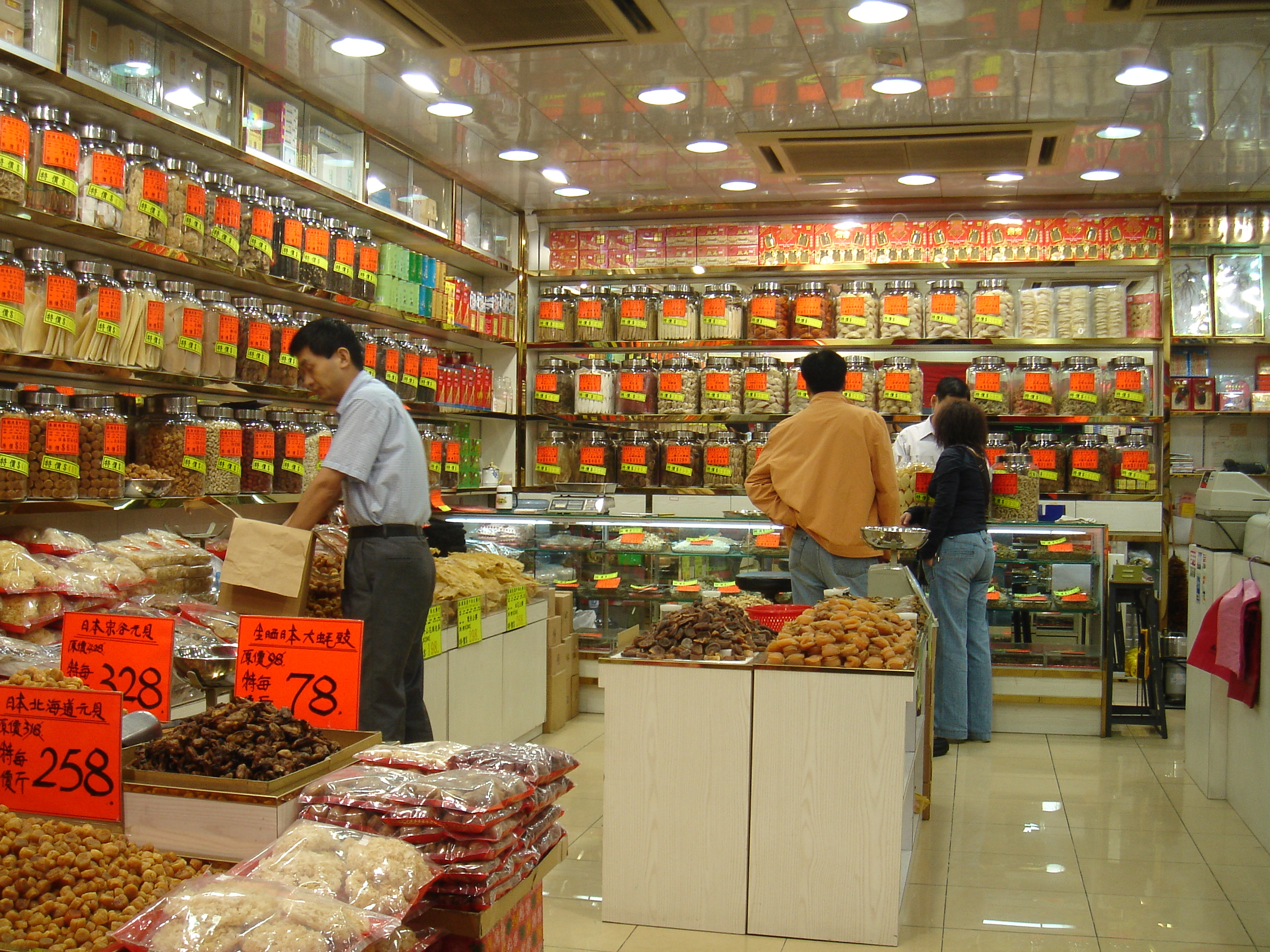
Negozio di medicina tradizionale cinese a Hong Kong

La farmacologia cinese è quella parte della medicina tradizionale cinese che si occupa dell'assunzione di farmaci di origine naturale. È molto meno nota dell'agopuntura pur condividendo con essa le antiche origini e una storia basata sull'osservazione di una pratica lunga migliaia di anni.

## Le origini
Uno tra i primi rimedi di cui viene lasciata traccia è il vino. L'ideogramma del termine jiu, che lo indica, è stato trovato inciso su ossa di bue e su gusci di tartaruga a identificare tutti gli alcolici ricavati dai processi di fermentazione della frutta o dei cereali. La parte superiore di questo ideogramma indica un uomo malato e la parte inferiore rappresenta il termine jiu, l'insieme a significare la stretta connessione tra vino e medicina.
Per l'agopuntura e per le basi di tutta la medicina tradizionale cinese, tuttora valide, il primo testo fondamentale, il Huang Di nei jing, il Classico di Medicina dell'Imperatore Giallo, risale al II secolo a.C. Narra la leggenda che a scriverlo fosse stato lo stesso Imperatore Giallo. Per la farmacoterapia il primo testo di grande rilevanza, lo Shennong Bencao Jing, risale ai tempi di Cristo e qui la leggenda vuole che fosse scritto dal fratello dell'Imperatore Giallo, l'Imperatore Rosso, il quale aveva le pareti della pelle e dello stomaco così sottili da poter intravedere tutti i processi di assorbimento e digestione che vi avvenivano. Un antico detto afferma che "il popolo cinese discende dall'Imperatore Rosso e dall'Imperatore Giallo", rendendo evidente la convinzione della contemporanea origine della medicina tradizionale cinese e della vita e della cultura cinese. All'Imperatore Rosso, chiamato anche il divino agricoltore, vengono fatte risalire l'invenzione dell'aratro, l'arte di dissodare e coltivare la terra, la scoperta delle proprietà curative di molte piante medicinali. In questo antico testo vengono descritte ben 364 sostanze medicinali, suddivise in piante, parti animali e minerali. Da lì in poi l'osservazione costante ha prodotto negli anni svariati libri che descrivono l'azione di moltissimi rimedi, confermando come per l'agopuntura e per le altre branche della medicina tradizionale cinese, la base sia la paziente e minuziosa osservazione empirica.
E l'osservazione attenta fece comprendere che questi rimedi possiedono delle caratteristiche energetiche in grado di orientare e determinare la loro azione. Secondo la farmacopea cinese esiste una natura, che può essere definita fredda, fresca, neutra, tiepida, calda, a seconda degli effetti che il rimedio determina nell'impatto con l'organismo umano. Questa caratteristica prescinde quindi dalla sensazione che il farmaco suscita in bocca e può essere solo marginalmente influenzata dalla temperatura a cui viene introdotto nell'organismo. A questo punto si ricorda uno dei principi basilari della terapia in medicina tradizionale cinese, già citato nello Shennong Bencao jing: "Bisogna trattare il freddo con le erbe calde e il calore con le erbe fredde". Questo vuol dire che, seguendo la stessa logica del Dao, il cerchio dove lo yin materia e lo yang energia si rincorrono e si completano e si trasformano l'uno nell'altro, in tutte le patologie caratterizzate da calore, si cerca di purificarlo con del freddo e, viceversa, in tutte le patologie caratterizzate dal freddo, noi cercheremo di compensarlo col calore. È questo quindi un primo principio di terapia in base alla natura delle erbe.

## Parti utilizzate dei rimedi
Nella farmacopea cinese tradizionale, i rimedi di origine vegetale sono la maggior parte (circa il 70-75 %), mentre più circoscritto è il numero dei rimedi di provenienza minerale e animale.
Per ciò che riguarda i primi, va detto che nel corso della storia, ogni pianta veniva testata farmacologicamente in ogni sua parte, per cui di essa si poteva utilizzare ogni sua parte. Tuttavia la pratica clinica portava e porta tuttora all'impiego di sole poche parti di una pianta. Per alcune piante si utilizzano più parti e nella serie di ideogrammi che compone il nome del rimedio, è spesso inserito quello che identifica la parte specifica della pianta. Ecco l'elenco delle parti utilizzate delle piante
- Pianta intera Cao
- Radice Gen
- Stelo Jing
- Nodi Jie
- Foglie Ye
- Rami Zhi
- Fiori Hua
- Germi Ye
- Frutti Shi
- Semi Zi
- Semi oleosi Ren
- Corteccia Pi
- Spine Ci
- Cuore Xin
- Liana Teng

Dei rimedi appartenenti al regno animale si utilizzano varie parti di vari animali:
- Corpo
- Collagene
- Corna
- Ossa
- Conchiglie
- Pelle di muta

Dei rimedi del regno minerale si impiegano, principalmente, cristalli o il minerale grezzo.

## Preparazione dei rimedi
Prima della loro conservazione, i rimedi vengono spesso sottoposti a lavorazioni di vario genere, specie a carico dei rimedi che provengono dal regno animale e minerale.
Queste lavorazioni portano all'ottenimento di risultati farmacologici altrimenti irraggiungibili (esempio classico è Zhi Gan Cao che non è altro che la radice di liquirizia trattata con Miele per ottenere un maggior effetto tonico sul Riscaldatore medio) o l'annientamento di proprietà tossiche del rimedio grezzo (classico è l'esempio di Fu Zi che viene trattato precedentemente con sale o zucchero e riso o con acqua e zolfo).
Un rimedio qualunque può essere preparato:
- con l'uso di acqua
- con l'azione del fuoco
- con l'unione di acqua e fuoco.

Con l'acqua il rimedio può essere lavato, lavato con acqua corrente, umidificato, inzuppato, raffinato e decantato e macerato. Con la lavatura si asportano le impurità di superficie, con l'uso di acqua corrente si procede alla eliminazione degli odori e sapori intensi o sgradevoli, con l'umidificazione si mira alla lavorabilità del rimedio, con l'inzuppamento si ottiene l'asportazione delle cuticole, delle bucce e delle strutture superficiali. Con la raffinazione e la decantazione si trattano i minerali in modo da poter ottenere polveri molto fini. Con la macerazione si ottengono le acque medicinali.
Con il fuoco il rimedio medicinale può essere abbrustolito per fare in modo che il rimedio si diriga alla Milza e, nel caso della carbonizzazione, si fa in modo che il rimedio divenga emostatico, abbrustolito con liquido di vario genere come miele, acqua di riso, aceto, succo di zenzero o sale, calcinato che consiste nel porre il rimedio a diretto contatto con il fuoco, torrefatto, cotto sotto la cenere, saltato in padella, seccato a fuoco dolce.
Con l'uso di acqua e fuoco, il rimedio farmacologico può essere bollito, vaporizzato, temperato, immerso e distillato.

## Conservazione dei rimedi
Dopo aver subito l'opportuna preparazione, il rimedio deve essere conservato in modo appropriato e la conservazione è importantissima per due motivi principali. Un rimedio conservato inappropriatamente può essere inutile o pericoloso, qualora sia impiegato per la terapia. Un rimedio conservato male è un investimento andato a male.
Il metodo unico impiegato in Cina è l'essiccazione. Questa viene intrapresa al fine di asportare, dal rimedio stesso, la maggior quantità di acqua che favorirebbe la proliferazione di agenti biologici destruenti (batteri, funghi, insetti) che porterebbero alla totale o parziale perdita del rimedio. Questa essiccazione può avvenire:
- sotto il sole
- all'ombra
- forzata

Mentre il primo modo viene impiegato per parti consistenti dei rimedi quali radici, cortecce, tuberi, nodi legnosi, scorze, corni o piastre animali, il secondo viene utilizzato per fiori, steli e foglie.
L'essiccazione forzata viene ottenuta in forni che raggiungono temperature non molto elevate e che garantiscono la idonea disidratazione per fiori, frutti, semi e rizomi e per tutti i rimedi ricchi di componente idrica e succosa.
In ogni caso i rimedi vanno conservati successivamente, in luoghi bui, asciutti e ben ventilati di modo che non penetri umidità eccessiva che sancirebbe la rapida degradazione dei rimedi.

## La Natura dei rimedi
Ogni singolo rimedio della farmacopea cinese possiede una o più "Nature". La "Natura" del rimedio è una sua qualità e si riferisce alla capacità di quel rimedio di influire sulle attività energetiche dell'organismo in termini dinamici aumentando o accelerando, diminuendo o rallentando l'azione delle energie e delle funzioni corporee.
Erroneamente alcuni potrebbero pensare alla sola azione sulla temperatura corporea, ma la Natura di un rimedio farmacologico può sì influire sulla temperatura corporea o sulla percezione soggettiva della variazione termica, ma agisce anche, e soprattutto, sulle funzioni energetico-funzionali dell'organismo. Alla lontana la Natura di un rimedio può farlo inquadrare tra i rimedi metabolico-stimolanti o tra quelli metabolico-riducenti.
I rimedi che aumentano le azioni energetiche e funzionali hanno Natura Calda RE, mentre quelli che diminuiscono le azioni energetiche e funzionali hanno Natura Fredda HAN.
I rimedi che ottengono effetti in un senso o nell'altro, ma più mitigati, avranno Natura Tiepida WEN o Fresca LIANG. I rimedi che non ottengono variazioni sull'andamento energetico e funzionale del corpo, hanno Natura Neutra PING.
Nella dialettica YIN/YANG si avrà che i rimedi metabolico-stimolanti, quindi con Natura Calda o Tiepida, sono inquadrati nella fase YANG mentre i rimedi metabolico-riducenti, con Natura Fredda o Fresca sono appartenenti alla fase YIN. Naturalmente tra i primi e i secondi sono inseriti quei rimedi con Natura Neutra.
Dal punto di vista pratico i rimedi di Natura Calda o Tiepida vengono utilizzati per le seguenti finalità:
- Espellere il Freddo
- Restaurare lo YANG
- Disostruire i Meridiani

I rimedi di Natura Fresca o Fredda sono impiegati per i seguenti motivi: 
- Purificare il Calore e spegnere il Fuoco
- Rinfrescare il Sangue
- Detossificare l'organismo
- Nutrire lo YIN e i JinYe

I rimedi con Natura Neutra ottengono: 
- Tonificazione
- Armonizzazione
- Regolarizzazione

Ogni rimedio interagisce, con la sua Natura, con l'organismo e ciò avviene indipendentemente dalla presenza di altri rimedi di Natura contraria. Se, ad esempio, si introduce un rimedio con Natura Tiepida e uno con Natura Fresca, si otterrà che ogni singolo rimedio interagirà indipendentemente dall'altro rimedio, sull'intero organismo. Ciò è tanto vero che in alcuni casi complessi la terapia consista in formule farmacologiche comprendenti al loro interno rimedi di Natura Tiepida e altri con Natura Fresca o Fredda o Neutra.
È però da tenere in considerazione che la presenza, in una ricetta, di tutti rimedi con una precisa Natura creerà forte impatto energetico, talora eccessivo. Ciò è tanto vero che nelle formulazioni farmacologiche spesso i rimedi sono addizionati in modo da bilanciarsi evitando eccessive modificazioni energetico-funzionali.
Classico è l'esempio delle ricette toniche dello YIN o dello YANG. Nelle prime vi sono molti rimedi di Natura Fresca ma è inserito sempre uno o più rimedi di Natura Tiepida per evitare un eccessivo sbilanciamento energetico. Nelle seconde, le quali sono maggiormente composte di rimedi di Natura Tiepida o francamente Calda, vi sono rimedi tonici dello YIN o rimedi di Natura Fresca per evitare una eccessiva produzione di Calore o la fuga dello YANG.

## Il Sapore dei rimedi
Altra caratteristica di primaria importanza, il Sapore è visto nella Farmacologia cinese, come uno dei fattori energetici che, insieme alla Natura, identifica il singolo rimedio farmacologico. Diversamente dall'occidente che considera il Sapore come un mero stimolante organolettico, la Medicina Cinese ritiene che il Sapore sia un agente energetico capace di influenzare, al pari della Natura, le funzioni organico-funzionali, sia dal punto di vista generale che specifico. Naturalmente il concetto di Sapore, nell'ottica della Medicina Cinese, non si riferisce solo alla sensazione gustativa evocata da piante, minerali o sostanze animali, ma soprattutto come patrimonio energetico preziosissimo posseduto dal singolo rimedio farmacologico, patrimonio in grado di determinare il risultato farmacologico.
Fin dall'antichità i Sapori sono stati fatti ammontare al numero di 5:
- Piccante XIN
- Dolce GAN
- Amaro KU
- Salato XIAN
- Acido SUAN

Con l'aggiunta di due altri sapori: 
- Insipido DAN
- Acre SE

Diversamente dalla Natura, la cui trattazione è abbastanza breve, per ciò che riguarda i Sapori, lo studio è più complesso per cui questi possono essere analizzati sotto diversi punti di vista: 
- YIN/YANG
- Cinque Movimenti WU XING
- Organi e Visceri ZANG/FU
- Triplice Riscaldatore SAN JIAO
- Qualità specifiche

### Yin/Yang
Dal punto di vista YIN/YANG i Sapori vengono visti sotto diversi punti di vista. Per primo va sottolineato il fatto che più un Sapore è accentuato, forte ed esuberante più è YIN, mentre un Sapore poco avvertibile o delicato è caratteristicamente YANG. Questo ha importanti implicazioni cliniche per cui se il quadro patologico indica la presenza di un deficit di QI e/o YANG, sarà opportuno prescrivere rimedi dal Sapore delicato o tendenzialmente insipido (Fu Ling, ad esempio, è un fungo dal Sapore Dolce e Insipido che viene inserito nella categoria dei Rimedi che tonificano il QI).
Secondariamente i Sapori che inducono azioni YANG sono YANG mentre quelli che inducono reazioni YIN sono YIN.
Ad esempio i Sapori Piccante, Dolce e Insipido inducono diaforesi, aumento della quota di QI e YANG e della diuresi, innalzamento e superficializzazione che sono notoriamente delle azioni YANG, sono classificati logicamente nella fase YANG.
I Sapori Salato, Acido Amaro e Acre inducono approfondimento, abbassamento, contrazione, evacuazione, azioni tipicamente YIN, sono classificati nella fase YIN.

### Cinque movimenti
Per ciò che riguarda i "Cinque Movimenti", le relazioni tra i Sapori e questi si fondano sul fatto che ad ogni Movimento corrisponde un organo ed un Sapore. 
Dei 5 Sapori solo uno coincide con l'andamento energetico dell'organo che gli corrisponde mentre gli altri tendono ad essere contrari alle caratteristiche dinamico-energetiche degli organi corrispondenti.
Il "Sapore Acido SUAN" corrisponde al Movimento LEGNO ed al Fegato. Quest'ultimo ha, come caratteristica energetica, l'espansione e l'accelerazione, mentre il Sapore Acido ha azione contratturante, astringente e retraente.
Il "Sapore Amaro KU" corrisponde al Movimento FUOCO e al Cuore. Mentre il Movimento FUOCO tende alla massima accelerazione ed alla flessuosità, il Sapore Amaro KU ha azione addensante e indurente.
Il "Sapore Dolce GAN" corrisponde al Movimento TERRA e alla Milza. Il Movimento TERRA incarna il Trasporto, la Trasformazione e la Mutazione, il Sapore Dolce ha medesime direzioni energetiche.
Il "Sapore Piccante XIN" corrisponde al Movimento METALLO ed al Polmone. La caratteristica energetica è quella di raccogliere, rallentare, condensare. Il Sapore Piccante XIN ha azioni disperdente, mobilizzante ed esteriorizzante.
Il "Sapore Salato XIAN" corrisponde al Movimento ACQUA ed al Rene. Incarna la solidificazione e la massima potenzialità, mentre il Sapore Salato XIAN ha azione ammorbidente.
Le leggi che governano i Cinque Movimenti WU XING valgono, ovviamente, anche per i Sapori per cui avremo che il Salato inibisce l'Amaro, che il Piccante inibisce l'Acido, che il Dolce inibisce il Salato, che l'Amaro inibisce il Piccante, che l'Acido inibisce il Dolce, così come l'Acido produce l'Amaro che produce il Dolce, che produce il Piccante, che produce il Salato che produce l'Acido.

### Organi e Visceri
Oltre alle azioni ed alle relazioni che i Sapori hanno sui e con i Cinque Movimenti, sono assai importanti i rapporti che i Sapori hanno con i 5 organi ed i 6 visceri. Queste relazioni verranno esposte tenendo presenti i seguenti concetti:
- Il Sapore tonificante il substrato anatomico relativo
- Il Sapore disperdente il substrato anatomico relativo
- Direzione dinamica dell'energia, ovvero se il Sapore in oggetto sia favorevole alle caratteristiche energetico-dinamiche dell'organo al quale è diretto
- Sofferenza specifica determinata dal Sapore.

Il Cuore è legato al Sapore Amaro KU. Il substrato di Cuore viene tonificato dal Sapore Amaro ma è disperso dal medesimo se è eccessivo, dal Salato, dal Dolce e dal Piccante. Il Sapore Amaro si lega al Cuore ma non è il Sapore consono alle sue caratteristiche giacché il Cuore ama la flessuosità e la massima dinamicità mentre il Sapore Amaro è rassodante, indurente e rallentante. Il Cuore teme il rilassamento e quindi il Sapore Dolce, mentre è aiutato a contrastare il rilassamento dal Sapore Acido.
La Milza è legata al Sapore Dolce GAN. Il suo substrato è tonificato dal Sapore Dolce moderato mentre è disperso dal Sapore Dolce eccessivo, dall'Acido, dall'Amaro e dal Salato. Poiché la Milza ha un QI armonizzante, tranquillo, nutriente, il Sapore Dolce segue e favorisce il QI di Milza. Per disperdere il QI di Milza occorre utilizzare il Sapore Amaro. La Milza soffre in presenza di Umidità e la si aiuta con il Sapore Amaro, ne consegue, però, che un eccessivo uso del Sapore Amaro tende a disperdere il QI splenico.
Il Polmone è legato al Sapore Piccante XIN. Il suo substrato è tonificato dal Piccante moderato e disperso dal Piccante eccessivo e dal Sapore Amaro. Il QI polmonare ha tendenza ad abbassarsi, approfondirsi ed a rallentare mentre il Sapore Piccante ha azioni innalzanti, superficializzanti ed acceleranti. Il Polmone soffre in presenza di QI ribelle o controcorrente che viene contrastato dal Sapore Amaro.
Il rene è legato al Sapore Salato XIAN. Il suo substrato è tonificato dal Salato moderato e disperso dal Salato eccessivo, dal Dolce e dall'Amaro. Il Rene ha il QI tendente alla solidità e viene favorito in ciò dal Sapore Amaro mentre teme la secchezza che viene alleviata dal Sapore Piccante.
Il fegato è legato al Sapore Acido SUAN. Il suo substrato è tonificato dall'Acido moderato e disperso dall'Acido eccessivo e dal Piccante. Il Fegato ha il QI tendente all'espansione e all'accelerazione. Il Sapore Acido ha azione contratturante ed astringente e, quindi, è contrario alle funzioni energetiche del fegato. Il fegato teme la compressione del QI che viene evitata dal Sapore Piccante.

### Triplice Riscaldatore
Rispetto al "Triplice Riscaldatore", i Sapori hanno la capacità di modificare le sue funzioni. Il Sapore Amaro ha azione bloccante ed emetica. Il Sapore Dolce ha funzioni Armonizzanti e riscaldanti, il Sapore Piccante agisce benevolmente sul Riscaldatore superiore, il Sapore Salato entra nei vasi affinché il Sangue possa circolare opportunamente, diminuisce però i liquidi gastrici e delle mucose, il Sapore Acido aiuta lo Stomaco e lo riscalda, tuttavia agisce sul Riscaldatore inferiore contraendo la Vescica.

### Qualità specifiche
Le azioni specifiche dei Sapori sono:
- Sapore Amaro KU
  - È rassodante, concentrante, Disseccante.
  - Purifica il Calore ed è Emostatico.
  - Tratta e contrasta il qi ribelle ed è emetico
  - È indicato per Tosse, Vomito, Nausea, Stipsi Calore, Sindromi da Umidità e Calore e Freddo e Umidità.

- Sapore Dolce GAN
  - Tonifica QI, Sangue e YIN.
  - Armonizza il Riscaldatore medio e gli altri rimedi.
  - È Dissipante e Antispastico.
  - È indicato nelle patologie da deficit, nella Tosse secca, nella Stipsi, nelle Sindromi algiche e nelle tossicosi.

- Sapore Piccante XIN
  - È Disperdente, Mobilizzante, Dissipante.
  - È Diaforetico, Mobilizza il Sangue e Nutriente.
  - È indicato nelle Sindromi Biāo, nelle stasi di QI e Sangue.

- Sapore Salato XIAN
  - È Ammorbidente, Umettante e Dissolvente
  - È evacuante, Purgativo e Sedativo.
  - È indicato nelle Stipsi con secchezza, nei gozzi, nelle adenopatie e nelle masse addominali.

- Sapore Acido SUAN
  - È Astringente, Collettore e Assorbente.
  - Ferma le perdite.
  - È indicato nelle ipersudorazioni da deficit, nelle cronicità, nelle perdite spermatiche, urinarie ed ematiche.

- Sapore Insipido DAN
  - Drena l'Umidità.
  - È diuretico ed antiedemigeno.
  - È indicato nell'oliguria, negli edemi e nella disuria.

- Sapore Acre SE
  - Trattiene lo YIN all'interno.
  - È indicato nelle sudorazioni da deficit.

- Sapore Aromatico
  - Non è un vero e proprio Sapore né un Odore.
  - Discioglie le torbidità e le disperde.
  - Tonifica la milza, apre gli orifizi del Cuore.
  - È indicato negli stati confusionali e nelle perdite di coscienza.

## Meridiani Destinatari
Questo binomio allude alla capacità che hanno i rimedi di dirigere il QI proprio e quello di altri rimedi, verso uno o più precisi distretti organico-funzionali. Questo fa sì che si possano impiegare rimedi selezionati per ottenere un effetto loco-regionale relativamente esatto e potente.
È importante considerare il fatto che molti rimedi possiedono gli stessi Meridiani destinatari, ma le loro caratteristiche possono essere, e sono, assai diverse e questo fa in modo che il terapeuta debba effettuare una accurata scelta del rimedio più opportuno per il trattamento della specifica patologia.
Nelle schede relative ai vari rimedi della Farmacologia Cinese e Occidentale, verranno elencati i precisi Meridiani destinatari.

## La Tendenza dei rimedi
Fino a questo momento abbiamo illustrato il potere dei rimedi di agire sull'energia in quanto a dinamismo e forza, ma i rimedi farmacologici hanno anche il potere di agire sul vettore energetico causando nell'energia quattro andamenti:
verso l'alto, verso il basso. verso l'interno, verso l'esterno.
Dal punto di vista YIN/YANG il dirigere verso l'esterno e verso l'alto, sono caratteristicamente azioni YANG mentre dirigere verso l'interno e verso il basso sono YIN.
- I rimedi quindi possono generare:
- l'Innalzamento SHENG
- l'Abbassamento JIANG
- l'Interiorizzazione CHEN
- l'Esteriorizzazione FU

In genere i rimedi innalzanti ed esteriorizzanti agiscono in superficie e nell'alto del corpo e vengono impiegati nella soluzione delle malattie dell'esterno con penetrazione di Vento/Freddo o Vento/Calore e per la loro azione innalzante possono determinare la comparsa del vomito.
I rimedi abbassanti ed interiorizzanti, vengono impiegati per disperdere il Calore, per purgare ed aumentare la diuresi, per drenare l'Umidità e per sedare lo YANG. Per la loro azione abbassante, trattano il QI ribelle.
Si è notato che i rimedi Piccanti e Dolci con Natura Tiepida o Calda, per via della loro appartenenza alla fase YANG, hanno azioni innalzanti e superficializzanti, mentre i rimedi di Sapore Amaro, Acido e Salato, con Natura Fresca o Fredda, hanno funzioni contrarie per la loro appartenenza alla fase YIN.

## La Catalogazione dei rimedi
Dopo numerosi adattamenti effettuati nei secoli, la Farmacologia Cinese è giunta ad effettuare una corretta e logica catalogazione delle molte migliaia di rimedi pronti all'uso terapeutico e questa catalogazione è avvenuta in base alla loro Azione Farmacodinamica. La catalogazione ha permesso, così, di distinguere ben 17 Classi di Farmaci, precisamente le seguenti:
- Rimedi che liberano l'esterno
- Rimedi che purificano il Calore
- Rimedi che contrastano la tosse e dissolvono i Catarri
- Rimedi che drenano l'Umidità
- Rimedi aromatici che dissolvono l'Umidità
- Rimedi aromatici che aprono gli orifizi
- Rimedi per riscaldare l'interno
- Rimedi che trattano il Vento/Umidità
- Rimedi che regolarizzano il Sangue
- Rimedi che trattano la stasi di cibo
- Rimedi che regolano il QI
- Rimedi che favoriscono la discesa
- Rimedi sedativi del Fegato e che espellono il Vento interno
- Rimedi tonici
- Rimedi sedativi
- Rimedi astringenti
- Rimedi ad uso topico

La maggior parte delle classi su elencate comprendono altre sottoclassi.